# Fred. Olsen (1929)
Thomas Frederik Olsen, känd som Fred. Olsen, född 1 januari 1929, är en norsk skeppsredare. Han är tidigare ägare av Fred. Olsen & Co., en firma som han ledde från 1955.
Fred. Olsen är son till Thomas Olsen och Henriette Olsen, sonson till Fred. Olsen och sonsonson till Petter Olsen (1821–1899), som grundade familjerederiverksamheten. Rudolf Olsen och Gösta Hammarlund var hans farbröder och Petter Olsen är hans yngre bror.
Fred. Olsen tog över familjerederiet 1955, då fadern Thomas blev sjuk.
I en stigande olje- och offshoremarknad byggdes från 1973 upp en offshoredivision med Dolphin International Inc. i Houston i USA och senare Dolphin A/S, Tananger och Dolphin Drilling i Aberdeen i Storbritannien.  
År 1997 samlades offshore- och energiverksamheten i Fred Olsen Energy ASA (från 2018 Dolphin Drilling), vilket ägs av de Olsen-ägda holdingföretagen Bonheur och Ganger Rolf, i vilka Fred. Olsen är styrelseordförande.
Han har med hustrun Kristin Olsson tre döttrar och en son.
I 1993 tog han sin äldsta dotter Anette Olsen till partner i Fred Olsen & Co, och överlät senare företaget till henne.